# Boussinesq-Gleichung
Die Boussinesq-Gleichungen sind nichtlineare Näherungsgleichungen für Wasserwellen in flachem Wasser und Partielle Differentialgleichungen, die Joseph Boussinesq aufstellte. Sie sind über die Wassertiefe integrierte Gleichungen für Impuls- und Massenerhaltung.

## Formulierung
Es gibt verschiedene Versionen der Boussinesq-Gleichung, man spricht hier auch von Boussinesq-artigen Gleichungen.
Ursprünglich führte Boussinesq 1871/72 die Gleichung:
{\displaystyle u_{tt}-u_{xx}+{u^{2}}_{xx}-u_{xxxx}=0\qquad } (Gleichung 1)
ein (auch manchmal mit positivem Vorzeichen vor {\displaystyle u_{xxxx}} oder anderen Koeffizienten). Die Gleichung ist exakt integrabel und hat Solitonenlösungen. Die Solitonen der Gleichung verhalten sich ungewöhnlich (zum Beispiel können sie zerfallen oder eine Singularität (Kollaps der Solitonen) in endlicher Zeit bilden).
Weitere Versionen in der Literatur sind die modifizierte Boussinesq-Gleichung:
{\displaystyle 3u_{tt}-6u_{t}u_{xx}-6{u_{x}}^{2}u_{xx}+u_{xxxx}=0}
oder das System von gekoppelten Gleichungen:
{\displaystyle u_{t}-(uv)_{x}+v_{xxx}=0}
{\displaystyle v_{t}+u_{x}+vv_{x}=0}
Daneben gibt es noch eine lineare Boussinesq-Gleichung:
{\displaystyle u_{tt}-\alpha ^{2}u_{xx}=\beta ^{2}u_{xxtt}}

## Anwendung
Die Boussinesq-Gleichung wird bei der Modellierung von Wasserwellen in flachem Gewässer (zum Beispiel Küste, Häfen, die Wellenlänge ist groß gegenüber der Wassertiefe) benutzt. Für die Simulation flacher Wasserwellen werden auch die Flachwassergleichungen (siehe unten) verwendet. Sie sind ebenfalls über die Wassertiefe integrierte Gleichungen für Impuls- und Massenbilanz, die Boussinesq-Näherung berücksichtigt aber auch die Dispersion der Wellen (das heißt unterschiedliche Geschwindigkeit bei verschiedenen Wellenlängen). Die Flachwassergleichungen sind im Vergleich dazu einfachere, eingeschränkte Modelle, da sie von einer hydrostatischen Druckverteilung über die Tiefe ausgehen und keine vertikale Geschwindigkeitskomponente berücksichtigen, was zum Beispiel bei sehr hohen Wellen und Wassersprüngen nicht mehr zulässig ist. Will man das Verhalten noch genauer auch lokal modellieren muss man auf eine Simulation der Navier-Stokes-Gleichungen zurückgreifen.

## Ableitung der Boussinesq-Gleichung
Gemeint ist hier Gleichung (1). Die Strömung sei wirbelfrei (so dass sich ein Geschwindigkeitspotential {\displaystyle \varphi (x,z)} angeben lässt) und inkompressibel (daraus folgt, dass das Geschwindigkeitspotential Lösung der Laplacegleichung ist). Mit Geschwindigkeitskomponenten {\displaystyle u=\varphi _{x}} in Horizontalrichtung x und {\displaystyle v=\varphi _{z}} in senkrechter Richtung z, der Auslenkung der freien Flüssigkeitsoberfläche {\displaystyle \eta (x)} (Ruhelage sei {\displaystyle \eta =0} bei {\displaystyle z=0}) und der Flüssigkeitstiefe {\displaystyle d} (Boden bei {\displaystyle z=-d}) ergibt sich aus der Inkompressibilität die kinematische Randbedingung:
{\displaystyle \eta _{t}+u\,\eta _{x}=v\qquad } (Gleichung 2)
Aus der Impulsbilanz ergibt sich die dynamische Randbedingung (eine Form der Bernoulli-Gleichung):
{\displaystyle \varphi _{t}+{\frac {u^{2}+v^{2}}{2}}+g\eta =0\qquad } (Gleichung 3)
Das sind die üblichen Gleichungen für Wasserwellen mit freien Rand.
Zusätzlich wird noch eine Randbedingung am Boden betrachtet {\displaystyle v=0}.
Boussinesq entwickelte das Geschwindigkeitspotential am Boden (Index b) in eine Taylorreihe:
{\displaystyle {\begin{aligned}\varphi \,=\,&\varphi _{b}\,+\,(z+d)\,\left[{\frac {\partial \varphi }{\partial z}}\right]_{z=-d}\,+\,{\frac {1}{2}}\,(z+d)^{2}\,\left[{\frac {\partial ^{2}\varphi }{\partial z^{2}}}\right]_{z=-d}\,\\&+\,{\frac {1}{6}}\,(z+d)^{3}\,\left[{\frac {\partial ^{3}\varphi }{\partial z^{3}}}\right]_{z=-d}\,+\,{\frac {1}{24}}\,(z+d)^{4}\,\left[{\frac {\partial ^{4}\varphi }{\partial z^{4}}}\right]_{z=-d}\,+\,\cdots ,\end{aligned}}}
Benutzt man die Laplacegleichung ({\displaystyle {\frac {\partial ^{2}\varphi }{\partial z^{2}}}+{\frac {\partial ^{2}\varphi }{\partial x^{2}}}=0}) und die Randbedingung {\displaystyle \left[{\frac {\partial \varphi }{\partial z}}\right]_{z=-d}=v_{z=-d}=v_{b}=0} folgt:
{\displaystyle {\begin{aligned}\varphi \,=\,&\left\{\,\varphi _{b}\,-\,{\frac {1}{2}}\,(z+d)^{2}\,{\frac {\partial ^{2}\varphi _{b}}{\partial x^{2}}}\,+\,{\frac {1}{24}}\,(z+d)^{4}\,{\frac {\partial ^{4}\varphi _{b}}{\partial x^{4}}}\,+\,\cdots \,\right\}\,+\\&+\,\left\{\,(z+d)\,\left[{\frac {\partial \varphi }{\partial z}}\right]_{z=-d}\,-\,{\frac {1}{6}}\,(z+d)^{3}\,{\frac {\partial ^{2}}{\partial x^{2}}}\left[{\frac {\partial \varphi }{\partial z}}\right]_{z=-d}\,+\,\cdots \,\right\}\\=\,&\left\{\,\varphi _{b}\,-\,{\frac {1}{2}}\,(z+d)^{2}\,{\frac {\partial ^{2}\varphi _{b}}{\partial x^{2}}}\,+\,{\frac {1}{24}}\,(z+d)^{4}\,{\frac {\partial ^{4}\varphi _{b}}{\partial x^{4}}}\,+\,\cdots \,\right\},\end{aligned}}}
Setzt man die Taylorreihe bis zur 4. Ordnung in die Gleichungen (2), (3) für Wasserwellen ein und behält nur Terme, die linear oder quadratisch in {\displaystyle u_{b}={\frac {\varphi _{b}}{\partial x}}\,} und {\displaystyle \eta } sind,  erhält man:
{\displaystyle {\begin{aligned}{\frac {\partial \eta }{\partial t}}\,&+\,{\frac {\partial }{\partial x}}\,\left[\left(d+\eta \right)\,u_{b}\right]\,=\,{\frac {1}{6}}\,d^{3}\,{\frac {\partial ^{3}u_{b}}{\partial x^{3}}},\\{\frac {\partial u_{b}}{\partial t}}\,&+\,u_{b}\,{\frac {\partial u_{b}}{\partial x}}\,+\,g\,{\frac {\partial \eta }{\partial x}}\,=\,{\frac {1}{2}}\,d^{2}\,{\frac {\partial ^{3}u_{b}}{\partial t\,\partial x^{2}}}.\end{aligned}}}
In der Ableitung wurde eine näherungsweise konstante Wassertiefe angenommen. Vernachlässigt man die rechte Seite erhält man die Flachwassergleichungen.
Mit einigen weiteren Annahmen leitete Boussinesq daraus die Gleichung
{\displaystyle {\frac {\partial ^{2}\eta }{\partial t^{2}}}\,-\,gd\,{\frac {\partial ^{2}\eta }{\partial x^{2}}}\,-\,gd\,{\frac {\partial ^{2}}{\partial x^{2}}}\left({\frac {3}{2}}\,{\frac {\eta ^{2}}{d}}\,+\,{\frac {1}{3}}\,d^{2}\,{\frac {\partial ^{2}\eta }{\partial x^{2}}}\right)\,=\,0.}
ab. Die Gleichung kann nach entsprechender Normierung in dimensionslosen Parametern formuliert werden:
{\displaystyle {\frac {\partial ^{2}\psi }{\partial \tau ^{2}}}\,-\,{\frac {\partial ^{2}\psi }{\partial \xi ^{2}}}\,-\,{\frac {\partial ^{2}}{\partial \xi ^{2}}}\left(\,3\,\psi ^{2}\,+\,{\frac {\partial ^{2}\psi }{\partial \xi ^{2}}}\,\right)\,=\,0,}
mit:
| {\displaystyle \psi \,=\,{\frac {1}{2}}\,{\frac {\eta }{d}}}     | : die dimensionslose Wellenhöhe           |
| {\displaystyle \tau \,=\,{\sqrt {3}}\,t\,{\sqrt {\frac {g}{d}}}} | : die dimensionslose Zeit                 |
| {\displaystyle \xi \,=\,{\sqrt {3}}\,{\frac {x}{d}}}             | : die dimensionslose horizontale Position |

Bemerkung: Eine lineare Näherung der obigen Wasserwellen-Gleichungen (2), (3) für kleine Amplituden ist
{\displaystyle \eta _{t}=v}
{\displaystyle \varphi _{t}+g\eta =0}
am freien Rand und mit {\displaystyle v=0} in der Tiefe {\displaystyle d}, was die lineare Theorie der Wasserwellen (Airy-Theorie) ergibt. Die Boussinesq-Näherung erlaubt aber auch die Behandlung nichtlinearer Effekte, was sich zum Beispiel auf die Dispersion der Wasserwellen auswirkt.